# معاهدة ميثاق الطاقة
معاهدة ميثاق الطاقة (بالإنجليزية: Energy Charter Treaty - ECT) هي اتفاقية دولية تنشئ إطارًا متعدد الأطراف للتعاون العابر للحدود في صناعة الطاقة، وخصوصًا في قطاع الوقود الأحفوري. تغطي المعاهدة جميع جوانب الأنشطة التجارية المتعلقة بالطاقة، بما في ذلك التجارة، والعبور (الترانزيت)، والاستثمارات، وكفاءة استخدام الطاقة. تحتوي المعاهدة على آليات لحل النزاعات بين الدول الأطراف وبعضها، وكذلك بين الدول والمستثمرين من دول أخرى الذين استثمروا في أراضي الدولة المضيفة.
بدأت عملية ميثاق الطاقة في الأصل بهدف دمج قطاعات الطاقة في الاتحاد السوفيتي وأوروبا الشرقية بعد نهاية الحرب الباردة في الأسواق الأوروبية والعالمية الأوسع. لكن دور المعاهدة توسع ليشمل أكثر من مجرد التعاون بين الشرق والغرب، إذ تروج من خلال أدوات قانونية ملزمة للتجارة الحرة في أسواق الطاقة العالمية وعدم التمييز لتحفيز الاستثمارات الأجنبية المباشرة والتجارة العابرة للحدود.
شهدت المعاهدة منح وتسويات تحكيم دولي بمئات الملايين من الدولارات نتيجة لانتهاكات قانون المعاهدة. في عام 2014، قررت المحاكم في قضايا "يوكوس" لصالح المدعين بناءً على المعاهدة، مع تعويض قياسي وصل إلى 50 مليار دولار أمريكي، مع استمرار الطعون في المحاكم الهولندية.
تعرضت معاهدة ميثاق الطاقة لانتقادات على اعتبارها عقبة رئيسية أمام تنفيذ السياسات الوطنية لمكافحة تغير المناخ، كما أنها تثبط حكومات الدول عن الالتزام بالاتفاقيات المناخية الدولية الحديثة مثل اتفاق باريس، بسبب تهديد التعرض لخسائر مالية كبيرة.
حتى عام 2023، أعلنت عدة دول انسحابها أو نيتها الانسحاب من المعاهدة، حيث اتخذ كل من الاتحاد الأوروبي ويوراتوم خطوة رسمية نهائية بالانسحاب من المعاهدة، على أن يدخل هذا الانسحاب حيز التنفيذ بعد سنة من استلام الإشعار.

## التاريخ

### ميثاق الطاقة الأوروبي
ترجع بدايات ميثاق الطاقة إلى مبادرة سياسية أُطلقت في أوروبا في أوائل التسعينيات. شكلت نهاية الحرب الباردة فرصة غير مسبوقة لتجاوز الانقسامات الاقتصادية السابقة بين دول الكتلتين على جانبي "الستار الحديدي". كان قطاع الطاقة الأبرز في فرص التعاون المتبادل والمفيد، نظرًا لزيادة الطلب الأوروبي على الطاقة وتوافر الموارد الكبيرة في دول ما بعد الاتحاد السوفيتي.
كانت الحاجة واضحة إلى تأسيس قاعدة مقبولة دوليًا للتعاون في مجال الطاقة بين دول أوراسيا. استنادًا إلى هذه الاعتبارات وُلدت عملية ميثاق الطاقة.
تم توقيع إعلان ميثاق الطاقة الأوروبي الأصلي في لاهاي بتاريخ 17 ديسمبر 1991. كان هذا الإعلان إعلانًا سياسيًا لمبادئ التعاون الدولي في مجال الطاقة في مجالات التجارة والعبور والاستثمار، مع نية التفاوض على معاهدة ملزمة قانونيًا، وكان ذلك بداية تطوير معاهدة ميثاق الطاقة. وكان من أبرز التحديات إيجاد صياغة تحافظ على السيادة الوطنية على الموارد الطبيعية مع ترسيخ مبدأ التعاون الدولي للسماح بالوصول الخارجي إلى هذه الموارد. كما طمأن المفاوضون النمسا وسويسرا بأنها لن تتحمل عبئًا مفرطًا في عبور موارد الطاقة.

### معاهدة ميثاق الطاقة
هي معاهدة ملزمة قانونيًا متعددة الأطراف تغطي تعزيز الاستثمار وحمايته، والتجارة، والعبور، وكفاءة الطاقة، وتسوية النزاعات. تم توقيع المعاهدة في لشبونة في ديسمبر 1994، مع بروتوكول يتعلق بكفاءة استخدام الطاقة والجوانب البيئية المرتبطة (PEEREA). دخلت المعاهدة والبروتوكول حيز التنفيذ في أبريل 1998. كما تم تعديل أحكام التجارة لتعكس الانتقال من اتفاقية التعريفات الجمركية العامة والتجارة إلى آليات منظمة التجارة العالمية.

### الميثاق الدولي للطاقة
الميثاق الدولي للطاقة هو إعلان سياسي غير ملزم يدعم المبادئ الأساسية للتعاون الدولي في مجال الطاقة. يهدف الإعلان إلى مواكبة التغيرات التي حدثت في قطاع الطاقة منذ توقيع معاهدة ميثاق الطاقة الأصلية في أوائل التسعينيات. تم توقيع الميثاق الدولي للطاقة في 20 مايو 2015 من قبل 72 دولة بالإضافة إلى الاتحاد الأوروبي ويوراتوم ومجموعة الاقتصاديات الأفريقية الغربية (ECOWAS) خلال مؤتمر وزاري استضافته هولندا.

## مؤتمر ميثاق الطاقة
تنص المادة 33 من المعاهدة على إنشاء مؤتمر ميثاق الطاقة، وهو الهيئة الحاكمة وصانعة القرار في المنظمة ويتمتع بوضع مراقب في الجمعية العامة للأمم المتحدة وفقًا للقرار 62/75 الصادر عن الجمعية العامة في 6 ديسمبر 2007. ويتألف الأعضاء من الدول والمنظمات الإقليمية للتكامل الاقتصادي التي وقعت أو انضمت إلى المعاهدة وتمثل في المؤتمر والهيئات الفرعية التابعة له. يجتمع المؤتمر بانتظام لمناقشة القضايا المتعلقة بالتعاون في مجال الطاقة بين الأعضاء، ولمراجعة تنفيذ المعاهدة وأحكام اتفاقية التعاون الاقتصادي في الطاقة عبر الحدود (PEEREA)، ولمناقشة الأنشطة الجديدة ضمن إطار ميثاق الطاقة. ويتضمن مؤتمر ميثاق الطاقة الهيئات الفرعية التالية:
- مجموعة الاستراتيجية
- مجموعة التنفيذ
- لجنة الميزانية
- اللجنة الاستشارية القانونية

بالإضافة إلى ذلك، هناك مجلس استشاري – "لوحة الاستشارات الصناعية" – يعرض وجهات نظر القطاع الخاص حول القضايا ذات الصلة بالاستثمارات في الطاقة، والتدفقات العابرة للحدود، وكفاءة الطاقة على المؤتمر ومجموعاته.
تم إنشاء فرقة العمل الاستشارية القانونية من قبل أمانة ميثاق الطاقة في عام 2001 للمساعدة في صياغة اتفاقيات نموذجية متوازنة ومتسقة قانونيًا لخطوط أنابيب النفط والغاز العابرة للحدود.

## نطاق المعاهدة
تركز أحكام المعاهدة على خمسة مجالات رئيسية: التجارة في الطاقة، الاستثمار، كفاءة استخدام الطاقة، تسوية النزاعات، وعبور الطاقة.

### التجارة
تهدف معاهدة ميثاق الطاقة إلى إنشاء أسواق طاقة مفتوحة وغير تمييزية بين الدول الأعضاء، وذلك عبر إطار يتماشى مع قواعد النظام التجاري متعدد الأطراف، كما ورد في اتفاقية الجات (GATT) التي أصبحت لاحقًا منظمة التجارة العالمية (WTO).
تمد المعاهدة قواعد الجات ومنظمة التجارة العالمية إلى قطاع الطاقة بين أعضائها. وتشمل التجارة في جميع المواد الطاقية (مثل النفط الخام، والغاز الطبيعي، والحطب، إلخ)، وجميع المنتجات النهائية للطاقة (مثل الكهرباء، والوقود، إلخ)، وكذلك المعدات المرتبطة بالطاقة. لا تشمل هذه القواعد تجارة الخدمات أو حقوق الملكية الفكرية.

### الاستثمار
تُعنى المعاهدة بحماية الاستثمارات الأجنبية المباشرة. ويُقدّر أن قيمة الاستثمارات الأحفورية المحمية بالمعاهدة داخل الاتحاد الأوروبي والمملكة المتحدة وسويسرا تتجاوز 344.6 مليار يورو.
تحمي المعاهدة المستثمرين من المخاطر السياسية مثل التمييز، والمصادرة، والتأميم، والإخلال بالعقود، والأضرار الناتجة عن الحروب، وغيرها. ونظرًا لطابعها الملزم، تُعد المعاهدة الإطار المتعدد الأطراف الوحيد في العالم المختص بقضايا الطاقة.

### تسوية النزاعات
تنص المادة 27 من المعاهدة على آليات تسوية النزاعات بين الدول المتعاقدة، بينما تُفصّل المادة 26 آلية تسوية النزاعات بين المستثمرين والدول. تُعرف هذه العملية بـ "تسوية نزاعات الدولة والمستثمر" (ISDS)، وتشمل خيارات التحكيم التالية:
- قواعد المركز الدولي لتسوية منازعات الاستثمار (ICSID)
- قواعد التسهيلات الإضافية التابعة لـ ICSID
- القواعد المخصصة للجنة الأمم المتحدة للقانون التجاري الدولي (UNCITRAL)
- قواعد تحكيم غرفة التجارة في ستوكهولم

وقد استُخدمت المادة 26 في القضايا الشهيرة ضد روسيا في ملف "يوكوس". وقد أثار هذا الجانب من المعاهدة انتقادات أكاديمية.
في عام 2021، قضت محكمة العدل الأوروبية بعدم صلاحية المعاهدة في النزاعات داخل الاتحاد الأوروبي.
ومن مجالات النقاش:
- معايير الحماية التي تمنحها المعاهدة؛
- مسؤولية الدولة عن الإخلال بالمعاهدة؛
- آليات المطالبة بالحقوق بموجب المعاهدة؛
- الشروط المسبقة لقبول النظر في النزاع؛
- تأثير قوانين الاتحاد الأوروبي؛
- الأحكام الضريبية؛
- الأثر المناخي والجيوسياسي والمالي المحتمل للمعاهدة.[17][18]

كما وُجهت انتقادات لعدم تحديد المعاهدة لمسؤوليات المستثمرين، ولبنودها المتعلقة ببقاء الحماية لفترة طويلة بعد الانسحاب (المادة 47)، وعدم تمييزها بين الاستثمارات الأحفورية والمتجددة.

### كفاءة استخدام الطاقة
أُدرجت كفاءة استخدام الطاقة كعنصر أساسي في ميثاق الطاقة الأوروبي لعام 1991. وتطلب المادة 19 من المعاهدة أن "يسعى كل طرف متعاقد إلى تقليل التأثيرات البيئية الضارة الناتجة عن استخدام الطاقة بطريقة اقتصادية فعالة".
ويُكمل بروتوكول كفاءة الطاقة والجوانب البيئية ذات الصلة (PEEREA) هذا البند من خلال تقديم مبادئ سياساتية وممارسات تُعزز كفاءة استخدام الطاقة. دخل هذا البروتوكول حيز التنفيذ مع المعاهدة في 16 أبريل 1998.
يُركز العمل في هذا المجال على التطبيق العملي وليس الإلزام القانوني، ويتم من خلال تبادل الخبرات بين الدول والمنظمات والخبراء المستقلين، ويشمل مواضيع مثل الاستراتيجيات الوطنية، والتسعير، والدعم البيئي، وتمويل أهداف كفاءة الطاقة.

### عبور الطاقة
تنص المعاهدة على مجموعة من القواعد التي تنظم كامل سلسلة الطاقة، بما في ذلك إنتاجها، وشروط تجارتها، وعبورها بين الدول. تهدف هذه الأحكام إلى ضمان التدفق المستقر للطاقة وعدم تعطيل نقل الوقود بين الدول.

#### بروتوكول العبور
بروتوكول العبور هو مسودة لم يتم الانتهاء من التفاوض عليها بعد، وتهدف إلى تعزيز أحكام المعاهدة الخاصة بعبور الطاقة. بدأت المفاوضات عام 2000، وظهرت خلافات أثناء اجتماع المؤتمر في ديسمبر 2003، وتوقف التفاوض لاحقًا، ثم أُعيدت الدعوة إلى استئنافه عام 2007.
في عام 2011، قرر الاتحاد الأوروبي أن الظروف لم تعد مواتية لمواصلة المفاوضات. ومع ذلك، خلصت مراجعة عام 2015 إلى استمرار الحاجة إلى إطار قانوني ملزم متعدد الأطراف لعبور الطاقة.
تلزم المعاهدة الدول الأعضاء بتسهيل عبور الطاقة وفق مبدأ "حرية العبور"، لكنها لا تُجبرها على منح حق النفاذ الإجباري لأطراف ثالثة.

### مبدأ السيادة الوطنية
تستند مبادئ ميثاق الطاقة إلى فكرة أن تدفقات الاستثمار والتقنية عبر الحدود تعود بالنفع على جميع الأطراف. ومع ذلك، فإن السيادة الوطنية على الموارد الطبيعية تُعد مبدأً أساسيًا في المعاهدة (المادة 18).
تُشجع المعاهدة الشفافية والكفاءة في الأسواق، لكنها لا تُلزم الدول بخصخصة شركات الطاقة أو فتح قطاعها بالكامل أمام المستثمرين. وتبقى القرارات حول تطوير الموارد الطاقية الوطنية من صلاحيات كل دولة على حدة.

## العضوية
أطراف المعاهدة هم الدول ومنظمات التكامل الاقتصادي الإقليمي التي صدّقت على المعاهدة أو انضمت إليها. تشمل العضوية أيضًا الدول الموقعة التي تطبق المعاهدة بصفة مؤقتة إلى حين دخولها حيز التنفيذ. وتُطبق هذه الصفة المؤقتة تلقائيًا بعد التوقيع، ما لم تكن غير متوافقة مع القانون الداخلي للدولة الموقعة.
اعتبارًا من أكتوبر 2022، تضم المعاهدة 51 طرفًا، بينما تطبّقها دولتان بشكل مؤقت. وقد صدّقت جميع الدول الأعضاء على المعاهدة، باستثناء أستراليا، وروسيا، والنرويج، وبيلاروس. وقد وافقت بيلاروس على تطبيق المعاهدة مؤقتًا.

### الدول الأعضاء في مؤتمر ميثاق الطاقة
| - أفغانستان - ألبانيا - أرمينيا - النمسا - أذربيجان - بيلاروس (معلقة منذ 24 يونيو 2022) - بلجيكا - البوسنة والهرسك - بلغاريا - كرواتيا - قبرص - جمهورية التشيك | - الدنمارك(انسحاب 4 سبتمبر 2025) - إستونيا - فنلندا - جورجيا - اليونان - المجر - آيسلندا - أيرلندا - تركمانستان - أوكرانيا - أوزبكستان - اليمن | - اليابان - الأردن - كازاخستان - قرغيزستان - لاتفيا - ليختنشتاين - ليتوانيا - مالطا - مولدوفا - منغوليا - الجبل الأسود - تركيا | - الاتحاد الأوروبي(انسحاب 28 يونيو 2025) - Euratom(انسحاب 28 يونيو 2025) - هولندا (انسحاب 28 يونيو 2025) - مقدونيا الشمالية - النرويج * - رومانيا - سلوفاكيا - السويد - سويسرا - طاجيكستان |

روسيا وأستراليا طبقتا المعاهدة بشكل مؤقت، لكنهما أعلنا نهاية فترة التطبيق المؤقت في عامي 2009 و2021 على التوالي. وكانت إيطاليا طرفًا في المعاهدة من عام 1998 حتى عام 2016. في أكتوبر 2022، أعلن وزير من هولندا نيته تسهيل الانسحاب من المعاهدة. وفي 21 أكتوبر 2022، أعلن الرئيس الفرنسي إيمانويل ماكرون انسحاب فرنسا من المعاهدة. وبعد شهر، أعربت الحكومة الألمانية أيضًا عن نيتها الانسحاب من الاتفاق. انظر أيضًا قسم الانسحابات المعلنة أدناه.
ملاحظة: * تشير إلى دولة وقّعت المعاهدة وتطبقها مؤقتًا لكنها لم تصادق عليها، ورمز الصورة "segnale_generico.svg" يُستخدم للدلالة على دولة أعلنت نيتها الانسحاب من المعاهدة.

### المراقبون
يُمنح وضع المراقب للدول ومنظمات التكامل الاقتصادي الإقليمي التي وقعت على ميثاق الطاقة الأوروبي أو الميثاق الدولي للطاقة. وللمراقبين الحق في حضور كافة اجتماعات الميثاق، وتلقي جميع الوثائق والتقارير والتحليلات، والمشاركة في المناقشات الفنية ضمن أطر الميثاق. كما يمكن للمنظمات الدولية الحصول على وضع مراقب بقرار من مؤتمر ميثاق الطاقة، بهدف إتاحة فرصة للاطلاع على عمل الميثاق وتقييم فوائد الانضمام إلى معاهدة ميثاق الطاقة.

#### الدول
الموقعون على الميثاق الأوروبي للطاقة (1991)
| - أستراليا - بوروندي - كندا | - تشاد - إندونيسيا - إيطاليا | - موريتانيا - المغرب - النيجر | - باكستان - فلسطين - صربيا | - سوريا - أوغندا - الولايات المتحدة |

الموقعون على الميثاق الدولي للطاقة (2015)
| - بنغلاديش - بنين - بوركينا فاسو - كمبوديا - تشيلي - الصين | - كولومبيا - East African Community - ECCAS - ECOWAS - إسواتيني - مجموعة دول الساحل الخمس | - غامبيا - غواتيمالا - غيانا - إيران - العراق - كينيا | - مالي - نيجيريا - بنما - رواندا - السنغال - سيراليون | - كوريا الجنوبية - تنزانيا - الإمارات العربية المتحدة - فيتنام |

#### المنظمات الدولية
| - رابطة دول جنوب شرق آسيا (ASEAN, 2003) - تعاون الطاقة في منطقة بحر البلطيق (BASREC, 2000) - التعاون الاقتصادي لبحر أسود (BSEC, 1991) - مجلس كهرباء رابطة الدول المستقلة (1991) - البنك الأوروبي لإعادة الإعمار والتنمية (EBRD, 1991) - الوكالة الدولية للطاقة (IEA, 1991) | - المنتدى الدولي للطاقة (IEF, 2007) - منظمة التعاون الاقتصادي والتنمية (OECD, 1991) - لجنة الأمم المتحدة الاقتصادية لأوروبا (UNECE, 1991) - البنك الدولي (1991) - منظمة التجارة العالمية (WTO, 1991) |

### الأعضاء السابقون
- إيطاليا (وقعت 1991، انسحبت 2016)[35]
- فرنسا (وقعت 1991، انسحبت 2023)[36]
- ألمانيا (وقعت 1991، انسحبت 2023)[37]
- بولندا (وقعت 1991، انسحبت 2023)[38]
- لوكسمبورغ (وقعت 1991، انسحبت 17 July 2024)[39]
- سلوفينيا (انسحبت 14 October 2024)[40]
- البرتغال (انسحبت 2 February 2025)[41]
- إسبانيا (انسحبت 17 April 2025)[42]
- المملكة المتحدة (انسحبت 27 April 2025)[43]

### مشاركة روسيا
وقع الاتحاد الروسي على المعاهدة وطبقها مؤقتًا دون أن يصادق عليها. ربطت روسيا تصديقها بالمعاهدة بمفاوضات حول بروتوكول عبور ميثاق الطاقة. في أكتوبر 2006، اقترحت المستشارة الألمانية أنجيلا ميركل والرئيس الفرنسي جاك شيراك إنشاء «شراكة طاقية متوازنة» بين فرنسا وألمانيا ممثلتين للاتحاد الأوروبي وروسيا. بموجب هذا الاتفاق، كان على روسيا توقيع الميثاق الأوروبي للطاقة، الذي اعتبره الرئيس الروسي فلاديمير بوتين، وفق ملخص لصحيفة كوميرسانت نقلته نيويورك تايمز، انتهاكًا لمصالح روسيا الوطنية.
في ديسمبر 2006، أشار مسؤول روسي إلى أن تصديق المعاهدة بات مستبعدًا نظرًا لأحكامها التي تتطلب منح حق النفاذ إلى أطراف ثالثة لشبكات خطوط أنابيب روسيا. في 20 أغسطس 2009، أخطرت روسيا حكومة البرتغال بصفتها وديع المعاهدة بأنها لا تنوي أن تصبح طرفًا متعاقدًا، وأنها ستنهي تطبيقها المؤقت للمعاهدة وبروتوكول كفاءة الطاقة ابتداءً من 18 أكتوبر 2009.
على الرغم من انتهاء التطبيق المؤقت للمعاهدة، تستمر أحكام تسوية المنازعات وحماية الاستثمار في النفاذ لفترة 20 عامًا إضافية. في 30 نوفمبر 2009، قضت محكمة التحكيم الدائمة في لاهاي، التي نظرت في القضية منذ 2005 وفق قواعد الأونسترال، بأن المساهمين السابقين في يوكوس يمكنهم المضي قدمًا في النظر في جدوى مطالباتهم التحكيمية ضد الحكومة الروسية. وترفض شركة GML (سابقًا ميناتيپ)، المساهم الرئيسي في يوكوس، التوقف عن مقاضاة روسيا لأكثر من 100 مليار دولار في تحكيم دولي بموجب المعاهدة. انعقدت جلسات الاستماع في أكتوبر 2012.
في يوليو 2014، منح هيئ التحكيم الدولي في لاهاي حكمًا بالإجماع لصالح المساهمين، قضى بتعويض 50 مليار دولار عن مصادرة أصول يوكوس وتفكيكها. وهددت روسيا بعدم الامتثال للحكم، مما أدى إلى نزاع قانوني دولي سمح لفرنسا وبلجيكا بمصادرة أصول روسية كضمان للتعويض. لكن محكمة فرنسية أبطلت قرار المصادرة، ثم ألغت محكمة هولندية في وقت لاحق حكم الـ50 مليار دولار، معتبرة أن روسيا لم تصادق على المعاهدة فلم تكن ملزمة بها.

## أحكام قضائية

### قضايا استثمار الطاقة المتجددة في إسبانيا
اعتبارًا من عام 2020، كانت إسبانيا الدولة الأكثر تضررًا من أحكام معاهدة ميثاق الطاقة، حيث خسرت نحو 825 مليون يورو لصالح المستثمرين. وفي سلسلة من 20 قرار تحكيمي، اعتُبرت إسبانيا مسؤولة عن خلق توقعات مشروعة بإطار حوافز ثابت لاستثمارات الطاقة المتجددة ثم عكست هذه التوقعات بشكلٍ مفاجئ.

## الأمانة الدائمة

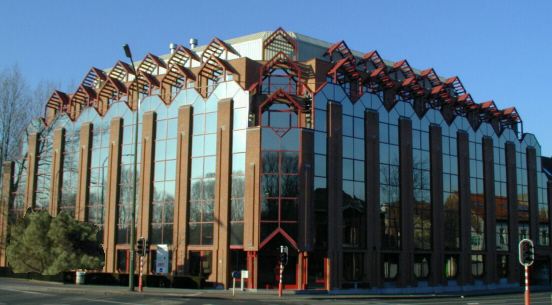
يقع مقر الأمانة الدائمة في بروكسل.

أنشأت معاهدة ميثاق الطاقة أمانة دائمة لدعم الحوار بين الدول المتعاقدة أثناء مفاوضات المعاهدة. تُكلّف الأمانة، بناءً على تفويض من مؤتمر ميثاق الطاقة، بتقديم جميع أشكال الدعم اللازم للمؤتمر في أداء مهامه، بما في ذلك الجوانب الترويجية والتنظيمية والقانونية، وتأمين أماكن الاجتماعات للهيئات الفرعية.
منذ 1 يناير 2022، يشغل منصب الأمين العام السيد غاي لينتس.
ومنذ سبتمبر 2021، تشغل أتصوكو هيروسي منصب نائب الأمين العام.

### التنظيم والإدارة
من مهام الأمانة تنظيم وإدارة اجتماعات المؤتمر والهيئات الفرعية التابعة له، فضلًا عن تنظيم المؤتمرات والمنتديات الخاصة بالطاقة، ذات الصلة بالحوار الطاقي العالمي.

### مراقبة الالتزامات
تنص المادة 19 من المعاهدة على أن «يسعى كل طرف متعاقد إلى تقليل التأثيرات البيئية الضارة الناتجة عن استخدام الطاقة بطريقة اقتصادية فعالة». وتقوم الأمانة بمراقبة تطبيق هذه الالتزامات من قبل الدول المتعاقدة، كما تصدر تقارير دورية متاحة للجمهور حول كفاءة استخدام الطاقة والاستثمارات والطاقة المناخية.

### الدعم القانوني
تحتوي المعاهدة على نظام شامل لتسوية المنازعات:
- **التحكيم بين الدول** للفصل في تفسير أو تطبيق معظم بنود المعاهدة (باستثناء المنافسة وحماية البيئة).
- **تحكيم المستثمر–الدولة** (المادة 26) للفصل في منازعات الاستثمار.

هناك أحكام خاصة مستوحاة من نموذج WTO لتسوية منازعات التجارة بين الدول، وإجراءات لمّ شمل للنزاعات المتعلقة بالترانزيت. وتقدم الأمانة المشورة القانونية لهذه الإجراءات، وتحافظ على *Travaux préparatoires* لتوضيح نية الدولة الموقعة وفق المادة 32 من **اتفاقية فيينا لقانون المعاهدات**.
تنشر الأمانة قائمة عامة بالقضايا المقامة من المستثمرين بموجب قواعد تحكيم ICSID وSCC وUNCITRAL. وقد بلغت التعويضات بمئات الملايين من الدولارات.
في منازعات المنافسة (المادة 6) والبيئة (المادة 19)، توفر الأمانة آليات مشاورات ثنائية أو متعددة الأطراف غير ملزمة.

## الانتقادات
تعرّضت معاهدة ميثاق الطاقة لانتقادات واسعة لكونها عقبة أمام التحول إلى الطاقة المتجددة. فالشركات العابرة للحدود التي استثمرت في إنتاج الوقود الأحفوري والطاقة النووية يمكنها مقاضاة الحكومات الوطنية لتعويض فقدان الأرباح نتيجة تطبيق سياسات التحول، ما يخلق ما يُسمى بـ«التثبيط التنظيمي» على تشريعات الطاقة. رفضت روسيا والنرويج التصديق على المعاهدة، وغادرت إيطاليا عام 2016 لأسباب بيئية.
على سبيل المثال، رفعت شركة الطاقة الألمانية أر دبليو إي دعوى ضد الحكومة الهولندية للمطالبة بتعويض قدره 1.4 مليار يورو جراء إنهاء تشغيل محطات الفحم. في أكتوبر 2020، صوت البرلمان الأوروبي لإنهاء الحماية الخاصة بالوقود الأحفوري بموجب المعاهدة.
في أواخر 2022، سعت المفوضية الأوروبية لتوضيح أن المعاهدة لا تنطبق داخل الاتحاد الأوروبي، مشيرةً إلى وجود تعارض قانوني يجعلها «غير متوافقة مع قانون الاتحاد الأوروبي»، ودعت الدول الأعضاء إلى «تأكيد أن المعاهدة لم تُطبق أبدًا على العلاقات داخل الاتحاد».
كشفت تحقيقات مشتركة أجرتها الغارديان وTransnational Institute ومبادرة Powershift في برلين في نوفمبر 2022 عن إجراءات سرية، وضعف ضوابط تضارب المصالح لدى المحكمين، وانحياز محتمل لمصالح شركات الوقود الأحفوري.

## الدعوات وخطط الانسحاب
اقترحت عدة دول ومنظمات الانسحاب من المعاهدة، لكن المعاهدة تتضمن «بند الغروب» الذي يسمح بتقديم دعاوى حتى 20 سنة بعد الانسحاب؛ فإيطاليا غادرت المعاهدة عام 2015 لكنها دُعيت للمحاكمة في 2022.
في 2020، أطلقت جوليا شتاينبرغر ويامينا صاحب، من المشاركين في إعداد تقرير الهيئة الحكومية الدولية المعنيّة بتغير المناخ السادس، خطابًا مفتوحًا يدعو فيهما إلى الانسحاب من المعاهدة، مستندين إلى أن المعاهدة تشكل عقبة أمام تنفيذ اتفاق باريس والصفقة الخضراء الأوروبية. وقد وقّع على الخطاب عدد من العلماء البارزين مثل ساندراين ديكسون-ديكليف، وجيمس ك. غالبرايث، وتوماس بيكيتي.
في 15 ديسمبر 2020، أعربت تيريزا ريبييرا، وزيرة الانتقال البيئي الإسبانية، عن دعمها للانسحاب إذا تعذّر تعديل المعاهدة لتكون متوافقة مع اتفاق باريس. ويُرجّح معهد التنمية المستدامة الدولي خيار الانسحاب مع تحييد بند الغروب.

### الانسحابات المعلنة
اعتبارًا من أكتوبر 2022، أعلنت إسبانيا وهولندا وبولندا نيتها الانسحاب، فيما كانت ألمانيا وفرنسا وبلجيكا «تدرس خياراتها». في 21 أكتوبر 2022، أعلنت فرنسا انسحابها لتسريع استخدام الطاقة النووية والمتجددة قبل الأحفورية. وفي 14 November 2022، أعلنت ألمانيا نيتها الانسحاب لمواجهة تغير المناخ بشكل أفضل. أعلنت سلوفينيا سابقًا نيتها الانسحاب. وفي أبريل 2023، أعلنت الدنمارك نيتها الانسحاب.
في يوليو 2023، اقترحت المفوضية الأوروبية تشريعًا ينظم انسحابًا «منسقًا ومنظمًا» للاتحاد وأعضائه من المعاهدة. أعلنت المملكة المتحدة في فبراير 2024 انسحابها بعد فشل مفاوضات التحديث. وفي مارس 2024، اتفقت دول الاتحاد الأوروبي على الانسحاب الجماعي، على أن يوافق البرلمان الأوروبي على القرار.

### الانسحابات
- إيطاليا انسحبت في 2016.[78]
- فرنسا، ألمانيا، وبولندا انسحبت في 2023.[36][37][38]
- لوكسمبورغ وسلوفينيا انسحبتا في 2024.
- البرتغال وإسبانيا والمملكة المتحدة انسحبت في 2025.

## روابط خارجية
- نصوص المعاهدة
- الموقع الرسمي لميثاق الطاقة
- معاهدة ميثاق الطاقة – الوثيقة القانونية
- دليل القارئ لمعاهدة ميثاق الطاقة
- تطبيق مؤقت لمعايير المعاهدة